# Вірю.Знаю
«Вірю. Знаю» (с укр. — «Верю. Знаю») — второй студийный сольный альбом украинской певицы Светланы Тарабаровой. Презентация пластинки, выпущенной компанией «УМИГ Мьюзик», состоялась осенью 2015 года в рамках большого сольного концерта Тарабаровой в «Октябрьском дворце». Альбом включает в себя 12 композиций, девять из которых записаны на украинском языке, две на русском и одна на английском. 28 августа 2015 года они были представлены слушателям в эфире украинского радио. Украиноязычная композиция «Повертайся живим» считается неофициальным гимном АТО. На данный момент на неё снято более ста любительских видеороликов.
В 2016 году, в поддержку украинских солдат, Тарабарова организовала концертную программу «#СВІТЛИЙКОНЦЕРТ», в которую помимо песен с альбома «Вірю. Знаю» вошли также песни с альбома «Мир всем».

## Отзывы критиков
По мнению обозревателя российского информационного портала Intermedia Алексея Мажаева, «В исполнении Светланы Тарабаровой современная украиноязычная поп-музыка звучит отлично». Рецензент отметил композиции «Хочу жити без війни», «Ми в силах змінити все» и «Гордість», «которые всё же выглядят слишком лозунговыми и как бы специально придуманными — но есть и тихие щемящие вещи, натурально заставляющие плакать: „Любов“ (лучшая песня альбома), „Ніколи знову“, „Вне систем“ и „Сыну“». «Там лозунгов нет, там описываются ситуации вроде диалога матери с погибшим сыном — и, если у вас есть сердце, то воображение дорисует недосказанное» — так высказал своё мнение автор рецензии к альбому. В конце он сделал некое заключение: «А альбом, полностью состоящий из нежных поп-песенок про любовь вроде „Починається весна“, Светлана Тарабарова ещё запишет».

## Список композиций
Слова и музыка всех песен — Светланы Тарабаровой.
| №   | Название                               | Длительность |
| --- | -------------------------------------- | ------------ |
| 1.  | «Вірю.Знаю»                            | 5:12         |
| 2.  | «Починається весна»                    | 3:30         |
| 3.  | «Любов»                                | 3:22         |
| 4.  | «Вне систем» (на русском)              | 3:31         |
| 5.  | «Сину»                                 | 3:57         |
| 6.  | «Ніколи знову»                         | 3:38         |
| 7.  | «Хочу жити без війни»                  | 3:48         |
| 8.  | «Перемены» (на русском)                | 4:17         |
| 9.  | «Ми в силах змінити все»               | 4:15         |
| 10. | «Небо єдине»                           | 2:57         |
| 11. | «Гордість»                             | 3:37         |
| 12. | «Come back home alive» (на английском) | 4:47         |